# Wojciech Wilk (ur. 1977)
Wojciech Wilk (ur. 15 lutego 1977) – założyciel i prezes fundacji Polskie Centrum Pomocy Międzynarodowej (PCPM), zajmującej się pomocą humanitarną, ratunkową i rozwojową w Europie, Afryce, Azji i Ameryki Południowej. Ekspert ONZ ds. zarządzania kryzysowego. Uzyskał stopień magistra stosunków międzynarodowych na Uniwersytecie Warszawskim, a studia doktoranckie ukończył w Szkole Głównej Handlowej w Warszawie. Temat jego pracy doktorskiej dotyczył sytuacji uchodźców irackich na Bliskim Wschodzie.

## Działalność
Dr Wojciech Wilk, jako członek misji międzynarodowych, organizował pomoc w łącznie 19 kryzysach humanitarnych, w tym na Bliskim Wschodzie i na Bałkanach. Przed założeniem Fundacji Polskie Centrum Pomocy Międzynarodowej w 2006 roku, przez kilka lat pracował w ONZ. W Biurze Wysokiego Komisarza ds. Uchodźców (UNHCR) w Kosowie, zajmował się uchodźcami z Serbii. Przez 10 lat pomocą humanitarną zajmował się pośrednio – tworzył warte setki milionów dolarów strategie pomocy międzynarodowej dla takich krajów, jak Sudan Południowy, Jemen, Syria, Irak i koordynował ich wdrażanie.
Pomiędzy 2001 a 2012 pracował w kilku instytucjach ONZ, w tym w Biurze ds. Koordynacji Pomocy Humanitarnej Sekretariatu ONZ (UN-OCHA), Międzynarodowej Organizacji ds. Migracji (IOM) i UNHCR. W 2015 r. osobiście koordynował działaniami Medycznego Zespołu Ratunkowego PCPM (Poland Emergency Medical Team PCPM) po trzęsieniu ziemi w Nepalu.

## Publikacje
Dr Wilk jest autorem tzw. planu Marshalla dla Afryki. W opublikowanej w 2018 roku publikacji ekspert zakłada, że do końca XXI wieku liczba ludności w Afryce może sięgnąć 4 mld. Prognozuje on, że na skutek zmian klimatycznych, tarć społecznych o ziemię rolną i dostęp do wody i przeludnienia setki milionów Afrykańczyków zmuszonych będzie do emigracji, m.in. do Europy. Zakłada też pomoc gospodarczą i rozwojową dla tego kontynentu. Jak wynika z publikacji, bazuje on na czterech filarach: tworzeniu miejsc pracy, ochronie środowiska i samowystarczalności żywieniowej, dobrym zarządzaniu (m.in. demokratyzacji, rządach prawa i walce z korupcją) oraz wdrażaniu poprzez monitoring i ewaluację tzw. planu Marshalla w Afryce.